# Joachim Schaffer-Suchomel
Joachim Schaffer-Suchomel (* 1951) ist ein deutscher Diplom-Pädagoge, Coach und Sachbuchautor.

## Leben
Im Jahr 1998 gründete Schaffer-Suchomel gemeinsam mit seiner Frau das Brainfresh-Institut für frisches Denken. Er arbeitet als Coach für Privatpersonen, Wirtschaftsunternehmen und Politik, u. a. zu den Themen „Konfliktlösung“, „Teambildung“ sowie „Werte- und Leitbildentwicklung“. Ein Großteil seiner Kunden finden sich im landwirtschaftlichen Kontext (Landwirte und Verbände).
Seit Dezember 2019 ist er Vorsitzender der Allianz für Gesellschaft und Landwirtschaft.
Am 1. September 2020 gründete er den brainfresh Verlag, in dem im Oktober 2020 das Buch Aufbruch. Neue Wege gehen in Gesellschaft und Landwirtschaft erschien.
Schaffer-Suchomel ist verwitwet und hat drei Kinder.

## Werke
- Wir sind Wort – Spuren unseres Menschseins in der Sprache, Erstauflage R.G. Fischer Verlag 1998; Neuauflage bei Shaker Media 2006
- Du bist was Du sagst – Was unsere Sprache über unsere Lebenseinstellung verrät, Koautor Klaus Krebs, mvg Verlag 2006, ISBN 3636062646
- Nomen est Omen – Die verborgene Botschaft der Vornamen, Goldmann-Arkana 2007, ISBN 9783442337774[6]
- Werbewirksame Namen leicht gemacht, Redline Wirtschaft 2009, ISBN 978-3-86881-035-6
- Die Kraft hinter der Angst – Die Entdeckung des wahren Potenzials, Shaker Media 2010, ISBN 978-3-86858-548-3
- Sage mir deinen Namen und ich sage dir, wer du bist, Goldmann 2011, ISBN  3442219280
- Entdecke die Macht der Sprache – Was wir wirklich sagen, wenn wir sprechen, Koautorin Martina Pletsch-Betancourt, mvg Verlag 2012, ISBN 978-3-86882-284-7[7]
- Die Symbolkraft der Buchstaben – Wie Wörter den Weg zur Heilung zeigen, Koautorin Michaela Suchomel, Goldmann 2015, ISBN 978-3-442-22085-4[8]
- Die Macht der Sieben – Wie wir unsere Persönlichkeit alle sieben Jahre neu entwickeln, Koautorin Michaela Suchomel, mvg Verlag 2016, ISBN 978-3-86882-661-6
- CD, Die Macht der Sieben – Eine Meditation zu den Siebener Lebensschritten, mvg Verlag 2016, ISBN 3868826920
- Nie waren wir uns so nah. Wie ich meinen demenzkranken Vater pflegte, mvg Verlag 2017, ISBN 978-3-86882-794-1[9][10]
- Du bist, was du sagst. Was unsere Sprache über unsere Lebenseinstellung verrät, Koautor Klaus Krebs, Neuauflage als Taschenbuch, mvg Verlag 2020, ISBN 978-3-7474-0217-7[11][12]
- Aufbruch. Neue Wege gehen in Gesellschaft und Landwirtschaft, Brainfresh Verlag 2020, ISBN 978-3-9822326-0-7[13][14]
- Handbuch der Vornamen – Was der Vorname über uns Menschen sagt, mvg Verlag 2021  ISBN 978-3-7474-0360-0[15][16]